# 밀산군
밀산군 이찬(密山君 李澯, 1585년 ~ 1658년)은 조선 중기의 왕족이자 문신, 정치인이다. 본관(本貫)은 전주(全州), 휘는 찬(澯), 자(字)는 경징(景澄), 시호(諡號)는 정혜(靖惠)이다.
인목대비 폐모론에 반대하였고 인조 반정 이후 이괄의 난으로 피신한 인조를 공주로 호종하였다.

## 생애
덕흥대원군 증손이며, 선조의 큰 형 하원군 이정의 손자이다. 아버지는 당은군 이인령이며, 어머니는 판서 박계현(朴啓賢)의 딸이다. 부인은 군수(郡守) 이유훈(李有訓)의 딸로 현부인(縣夫人) 전의이씨(全義李氏)이다.
1585년(선조 18) 7월 14일 당은군의 셋째 아들로 탄생하여 처음 밀산부정(密山副正)으로 제수되었고, 1615년(광해 7) 밀산도정(密山都正)으로 재임중 정의(正義)의 품계로 올라 밀산군(密山君)의 봉호를 받았다.
이이첨 일파가 인목대비 폐모론을 정청 할 때 불참하고, 집을 떠나 강호를 방적(放跡)하며 부여 일촌(日村)에 집을 짓고 살면서 비분을 삼켰다.
인조 반정 이후 돌아와 1624년(인조 2) 이괄의 난이 일어나 인조가 공주로 피난할 때 특명으로 내전(內殿)을 공주 쌍수산성(雙樹山城, 공산성)으로 호종하였다.
1640년(인조 18) 5월 16일 오위도총부 부총관(副摠管)를 거쳐 1642년(인조 20) 도총관(都摠管)에 제수되었다.
1643년(인조 21) 동지상사(冬至上使)로 부사(副使) 조문수(曺文秀)와 서장관(書狀官) 김태기(金泰基)를 대동하여 청나라에 다녀왔다.
1644년(인조 22) 중국 사신을 맞이할 때 역마를 함부로 이용한 일로 금교 찰방(金郊察訪) 허관(許灌)의 보고로 처벌받았으며, 1650년(효종 1) 진위진향사(陳慰進香使) 김육의 부사로 서장관 이상일(李尙逸)을 대동하여 청나라에 다녀왔다.
1650년(효종 1) 사옹원 제조(司饔院 提調)에 제수되고, 1653년(효종 4) 중종의 후궁인 창빈 안씨의 부모(父母, 안탄대) 무덤에 마을 사람인 유중임이 몰래 묘를 쓴 것을 알고 이를 파낼 것을 요청하였다.
1658년(효종 9) 회례연 대행(回禮宴 代行)을 하고, 승헌대부(承憲大夫)의 품계를 받았다. 1658년(효종 9) 10월 3일 향년 74세로 별세하여 효종이 향적산에 예장하고, 예관을 보내 치제하게 하였다.

### 사후
1713년(숙종 39) 11월 23일 시호(諡號)는 정혜(靖惠)라 추증하였다.

## 가족관계
- 아버지 : 당은군 이인령(唐恩君 李引齡, 1562년 - 1615년)
- 어머니(생모) : 밀양군부인 박씨(密陽郡夫人 朴氏, 1562년 - 1588년), 밀양인(密陽人) 판서(判書) 박계현(朴啓賢, 1524년 - 1580년)의 3녀.
  - 형 : 응천군 이돈(凝川君 李潡, 1579년 - 1617년)
  - 형 : 밀성부정 이면(密城副正 氵眄, 1582년 - 1606년)
- 어머니(계모) : 풍양군부인 조씨(豊壤郡夫人 趙氏, 1571년 - 1629년), 풍양인(豊壤人) 현령(縣令) 조희철(趙希轍)의 딸.
  - 이복동생 : 풍래군 이번(豊萊君 李繁, 1593년 - 1647년)
  - 이복여동생 : 장령(掌令) 전주인(全州人) 최계훈(崔繼勳)에게 출가.
  - 이복여동생 : 증 승지(承旨) 풍천인(豊川人) 임형백(任衡伯)에게 출가.
- 서모 1: 양녀(良女) 예란(禮蘭)
  - 서제 : 해성부정 이권(海城副正 李淃, 1595년 - 1637년)
  - 서매 : 여흥인(驪興人) 이우백(李友白)에게 출가.
  - 서매 : 전주인(全州人) 최숙(崔琡)에게 출가.
- 서모 2: 은금(銀今)[3]
  - 서제 : 파성부수 이유(坡城副守 李渷, 1597년 - ?년)
  - 서매 : 성주인(星州人) 이흥선(李興先)에게 출가.
- 정실 : 현부인(縣夫人) 전의이씨(全義李氏), 군수(郡守) 이유훈(李有訓)의 딸.
  - 장남 : 이익한(李翊漢, 1609년 - 1668년)
  - 2남 : 이필한(李弼漢, 1612년 - 1677년)
  - 3남 : 이창한(李昌漢, 1615년 - 1649년)
  - 4남 : 이경한(李經漢, 1620년 - 1668년)
  - 장녀 : 지평(持平) 의령인(宜寧人) 남중회(南重晦)에게 출가.
  - 2녀 : 감사(監司) 양주인(楊州人) 조구석(趙龜錫, 1615년 ∼ 1665년)에게 출가.
- 첩실 : 양녀(良女) 옥섬(玉暹).
  - 서자 : 이웅한(李雄漢, 1652년 - 1713년)